# إسماعيل شيرين
الأمير إسماعيل شيرين (1919 - 1994) هو أمير من أسرة محمد علي وهو من أحفاده وهو ابن عم الملك فؤاد الأول ملك مصر والسودان.
تزوج من الأميرة فوزية أخت الملك فاروق بعد طلاقها من شاه إيران و أنجب منها نادية و حسين .
نُصِّب وزيرا للحربية في عهد الملك فاروق وكان آخر وزير حربية قبل ثورة 23 يوليو 1952 .
تلقى تعليمه في كامبردج درس الاقتصاد السياسي. وعمل في البنك الأهلي. ثم سكرتيرا في مجلس الوزراء وحصل على البكوية وانتدب للعمل في وزارة الدفاع كضابط اتصال. وكان أحد أعضاء وفد مصر رودس الخاصة بالهدنة مع إسرائيل التي وقعت في فبراير 1949 وأنعم عليه برتبة ببكاشي فرتبة قائم مقام. تزوج الأميرة فوزية في مارس 1949، وأنجب منها حسين ونادية شيرين وتوفي في عام 1994.